# Nicolas Leboisettier
Nicolas Leboisettier (ur. 5 czerwca 1971 roku w Laval) – francuski kierowca wyścigowy.

## Kariera
Leboisettier rozpoczął karierę w wyścigach samochodowych w 1990 roku od startów we Francuskiej Formule Renault, gdzie raz stanął na podium. Z dorobkiem trzydziestu punktów uplasował się na dziewiątej pozycji w klasyfikacji generalnej. W późniejszych latach pojawiał się także w stawce Francuskiej Formuły 3, Masters of Formula 3, Formuły 3000 oraz 24-godzinnego wyścigu Le Mans.
W Formule 3000 Francuz startował w latach 1993-1994. W pierwszym sezonie startów w ciągu dwóch wyścigów, w których wystartował, uzbierał łącznie trzy punkty. Dało mu to piętnaste miejsce w klasyfikacji generalnej. Rok później Leboisettier nie zdobywał już punktów. Został sklasyfikowany na 21 pozycji w końcowej klasyfikacji kierowców.